# Gerrit Vreken
Gerrit Vreken est un footballeur néerlandais né le 20 janvier 1923 à La Haye (Pays-Bas) et mort le 28 février 2013 à Châtillon-Coligny (France).
Il a évolué comme milieu de terrain ou défenseur dans les années 1950, à Monaco et Nantes entre autres.

## Biographie

### Joueur
Jeune joueur talentueux, Gerrit Vreken est né à La Haye (Pays-Bas). Alors qu'il n'a que 16 ans, Wim Tap, l'entraîneur de l'équipe locale vient le trouver pour lui faire intégrer sa formation. Vreken deviendra alors champion des Pays-Bas deux fois (1942 et 1943) avec l'ADO.
A la libération, il se rend en France. Il devient ainsi le 3e footballeur néerlandais à y poser ses valises, après Gerrit Keizer et Beb Bakhuys. Il reste alors trois saisons à Monaco (1946-1949), avant de s'installer à Nantes. Sur les bords de la Loire, malgré une 1re saison mitigée, il arrive à s'imposer en tant que titulaire.
Le 12 mars 1953, il participe à un match se tenant au Parc des Princes ayant pour but de récolter des fonds pour venir en aide aux sinistrés des inondations qui ont eu lieu aux Pays-Bas pendant l'hiver 1952-1953. Il fera ainsi parti d'une sélection de professionnels néerlandais accompagnée de l'entraineur français Edmond Delfour. Ce match qui se solda par une victoire 2-1 en faveur de la sélection néerlandaise marquera un tournant décisif quant au statut alors amateur de la fédération des Pays-Bas.

### Entraineur
Il devient par la suite entraîneur de divers clubs amateur.
Gerrit Vreken décède le 28 février 2013 à Châtillon-Coligny, à l'âge de 90 ans.
Sa disparition fut honorée quelques jours plus tard par un communiqué diffusé par le FC Nantes.

## Carrière

### Carrière de joueur
- 1939-1944 : ADO La Haye
- 1946-1949 : AS Monaco
- 1949-1955 : FC Nantes
- 1955-1960 : Tigres Vendéens Les Sables d'Olonne (entraîneur-joueur)[2]

### Carrière d'entraîneur
- 1955-1960 : Tigres Vendéens Les Sables d'Olonne (entraîneur-joueur)
- 1961-1962 : Zwolsche Boys
- 1962-1964 : Be Quick 1887
- 1964 - 1978 : FC Dugny

## Palmarès
- ADO
  - Champion des Pays-Bas: 1942 et 1943